# 铺墩古窑址
铺墩古窑址，位于中国广东省湛江市雷州市沈塘镇铺墩村，为湛江市雷州市的一个市级文物保护单位，类型为古遗址，公布时间为2001年8月17日。
铺墩古窑址的历史年代为唐代。